# رودخانه گلیان
رودخان گلیان در نزدیکی شیروان در استان خراسان شمالی قرار دارد. سرچشمه این رودخانه از کوه های استخری، شاه جهان، برزلی و دره تشقی است که رشته استخری و گلیان دارای آب همیشگی است. این رودخانه پس از مشروب کردن روستاهای استخری، گلیان، ملاباقر، رزمغان، تنسوان و پیر شهید و چلو در جنوب شهر شیروان به شعبه اصلی رودخانه اترک می پیوندد.